# Françoise-Louise de Warens
Françoise-Louise de Warens, född 1699 i Vevey, död 29 juli 1762 i Chambéry, var en schweizisk adelskvinna. Hon är känd som mecenat och älskarinna till Jean-Jacques Rousseau,  som var 13 år yngre än henne. De träffades i Chambéry i Frankrike.